# Josef Moser (Entomologe)
Josef Moser (* 2. März 1861 in Ried im Innkreis; † 28. März 1944 in Zell bei Zellhof) war ein österreichischer Priester und Entomologe.

## Leben

### Priester
Nach Kooperatorstellen in Gutau und Kreuzen war Moser von 1891 bis 1935 Pfarrer und Dekan in Zell bei Zellhof, wo er danach bis zu seinem Tod lebte.

### Entomologe
Schon als Priesterseminarist schloss Moser sich dem Verein für Naturkunde an, 1901 trat er dem Oberösterreichischen Musealverein bei.
In seiner Freizeit baute er eine Sammlung von 35.310 Käfern und 13.269 Schmetterlingen auf, „welche die größte dieser Art im ganzen Lande darstellte und seltene Stücke aus allen fünf Weltteilen enthielt“. Nach seinem Tod wurde die aus 250 Laden bestehende Sammlung sowie die reichhaltige Fachbibliothek Mosers vom Oberösterreichischen Landesmuseum erworben.
Neben seiner entomologischen Tätigkeit sammelte Moser auch andere Tiere für den Musealverein.